# Хашімура Того
Хашімура Того (англ. Hashimura Togo) — американська кінокомедія режисера Вільяма Ч. де Мілля 1917 року.

## У ролях
- Сессю Хаякава — Хашімура Того
- Флоренс Відор — Корінн Рейнольдс
- Мейбл Ван Бурен — місіс Рейнольдс
- Волтер Лонг — Карлос Ентоні
- Том Форман — доктор Гарланд
- Реймонд Гаттон — репортер
- Ернест Джой — прокурор
- Маргарет Луміс — О. Ното Сан
- Кісабуро Куріхара — Амото
- Хорін Конісі — Нічі